# Little River (plaats in Nieuw-Zeeland)
Little River is een plaats op het schiereiland Banks in de regio Canterbury op het Zuidereiland van Nieuw-Zeeland, ten noordoosten van Christchurch. Little River is een populaire plaats voor wandelaars en fietsers.

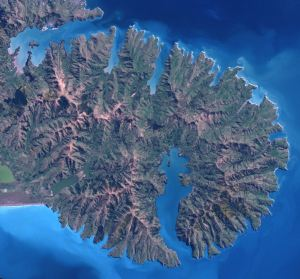
Banks Schiereiland

## Banks Schiereiland
Het schiereiland Banks is ongeveer 1.000 km² groot en heeft bijna 8.000 inwoners. Little River is een van de plaatsen op het schiereiland, net als Akaroa. In de jaren 30 van de 19e eeuw werd Banks een belangrijke plek voor de walvisvaart.